# Tachina nupta
Tachina nupta là một loài ruồi trong họ Tachinidae.